# Vereniging van Waddenzeegemeenten

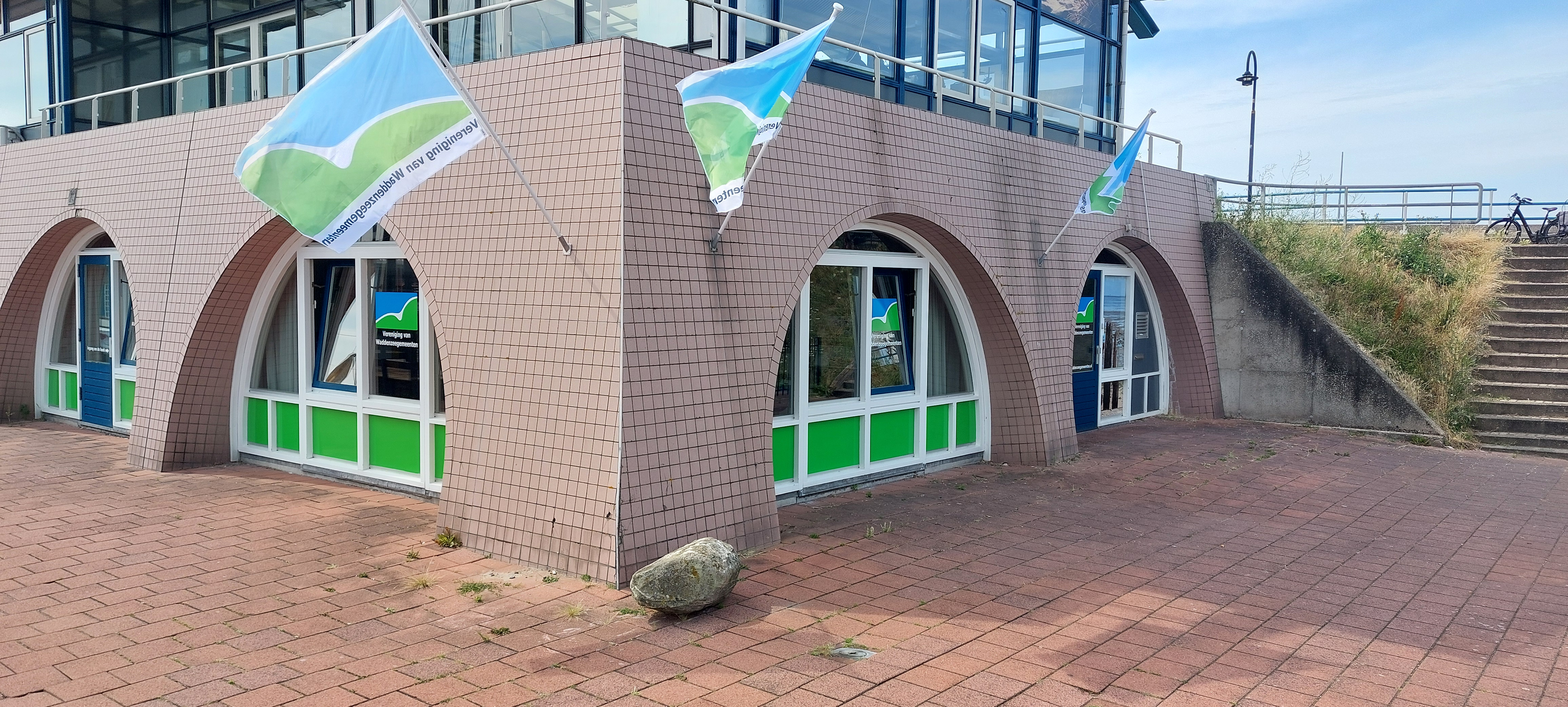
Kantoor van de VWG in Harlingen

De Vereniging van Waddenzeegemeenten (VWG) is een Nederlandse vereniging van (anno 2024) negen samenwerkende Waddenkustgemeenten met opgeteld meer dan 435.000 inwoners, ruim 200km bedijkte Waddenkust en 6 zeehavens. De VWG onderhoudt een overlegstructuur op bestuurlijk en ambtelijk niveau tussen de kustgemeenten. Voor deze gemeenten behartigt de VWG de gemeentelijke belangen binnen de nationaal georganiseerde Waddengovernance waarin verschillende ministeries, provincies, waterschappen, gemeentes en belangenorganisatie participeren.
Ook in de trilaterale samenwerking tussen Denemarken, Duitsland en Nederland participeert de VWG via getrapte vertegenwoordiging in de Wadden Sea Board (WSB).
De VWG is een verbindende factor in het Waddengebied op het gebied van bestuur, regelgeving en beleid. Er wordt actief gewerkt aan verdere en meer integrale samenwerking tussen aangesloten gemeenten op relevante inhoudelijke onderwerpen. Dit doet de VWG door deze thema’s bespreekbaar te maken en tevens door ze aan te jagen, op te pakken en inhoudelijk gestalte te geven in programma’s en projecten. Hierbij wordt zowel binnen en buiten de Waddengovernance actief contact gezocht met andere overheden en relevante stakeholders in het gebied.
De Vereniging van Waddenzeegemeenten heeft een bestuur, bestaande uit negen afgevaardigde bestuurders afkomstig uit de colleges van Burgemeester & Wethouders van de kustgemeenten. Onderling verdelen zij aan het begin van hun bestuursperiode taken en portefeuilles. Operationeel worden zij ondersteund door een secretaris-directeur met een staf voor strategisch advies en programmamanagement.
Het bestuur komt per jaar meermaals bij elkaar en doet dit op verschillende locaties in het Waddengebied, vaak thema gebonden om binding met belangen en ontwikkelingen in het gebied te houden. Deze bestuurlijke bijeenkomsten worden voorbereid door een team van contactambtenaren die op hun beurt weer de inhoudelijke en thematische connecties met collega’s en stakeholders leggen.
Inhoudelijk is de Agenda voor het Waddengebied 2050 voor de VWG leidend. Met de Agenda voor het Waddengebied 2050 bieden het Rijk en de provincies, samen met gemeenten, waterschappen, natuurorganisaties en het bedrijfsleven, een gezamenlijk richtinggevend en integraal perspectief op de ontwikkeling van het Waddengebied. In dit document wordt de verbinding gelegd tussen de verschillende opgaven in het gebied. De Agenda omvat naast vele thematische beschrijvingen ook een doorkijk naar het Uitvoeringsprogramma Waddengebied 2021-2026 dat meer gericht is op de praktische uitvoering van gezamenlijk vastgesteld beleid. Voor meer informatie over Agenda en Uitvoeringsprogramma.
De VWG is statutair opgericht in 1976. Het kantoor is gevestigd in Harlingen, pal aan de Waddenzee.

## Leden
De volgende gemeenten zijn lid van de Vereniging van Waddenzeegemeenten (van west naar oost):
- Den Helder
- Hollands Kroon
- Súdwest-Fryslân
- Harlingen
- Waadhoeke
- Noardeast-Fryslân
- Het Hogeland
- Eemsdelta
- Oldambt